# 西川扇藏 (11世)
十一世 西川 扇藏（にしかわ せんぞう、1960年2月1日 - ）は、日本舞踊家。西川流宗家。本名、西川均。東京都港区出身。父は、西川流十世宗家西川扇藏。

## 経歴
1960年2月1日、日本舞踊西川流十世西川扇藏の長男として東京都港区六本木に生まれる。3歳で「かつを売り」で初舞台(東横ホール)。東洋英和幼稚園、港区立麻布小学校、港区立三河台中学校、早稲田大学高等学院を経て1984年早稲田大学第一文学部演劇専修を卒業。
1987年から1989年までロンドンSOASにて語学研修、LABAN CENTERにてモダンダンス、舞踊理論など学ぶ。1993年歌舞伎座に於ける西川会で五代目 西川箕乃助を襲名。最も古い流派の一つである西川流の後継者として西川流に伝わる古典作品の継承と父である十世西川扇藏振付作品を上演している。自身の振付作品も多数発表している。
2001年からNHK大河ドラマ「北条時宗」「新選組!」「風林火山」「篤姫」「龍馬伝」「江〜姫たちの戦国〜」「軍師官兵衛」「花燃ゆ」「
西郷どん」朝ドラ「らんまん」「虎に翼」などの所作指導を担当している。宝塚歌劇団、OSK日本歌劇団にも振付として参加。
2009年に同世代の日本舞踊家 花柳寿楽、花柳基、藤間蘭黄、山村友五郎と共に五耀會を結成し、舞台芸術としての日本舞踊を標榜し活動している。
2024年7月29日、西川流宗家十一世西川扇藏を襲名した。

## 受賞歴・栄典
- 2018年、芸術選奨文部科学大臣賞受賞
- 2021年、日本芸術院賞受賞
- 2022年、紫綬褒章受章[4][5]
- 2023年、重要無形文化財「日本舞踊」総合認定保持者